# شهنشاه‌نامه (احمد تبریزی)
شَهَنْشاه‌نامه یا چنگیزنامه، یک مثنوی حماسی با موضوع تاریخ قوم مغول و خاندان چنگیز خان به زبان فارسی است. این اثر را احمد بن محمد تبریزی، شاعر و تاریخ‌نویس سدهٔ هشتم ه‍.ق، به‌دستور سلطان ابوسعید بهادرخان در ۱۶٬۴۱۹ بیت در بحر متقارب مثمن محذوف و با پیروی از شاهنامهٔ فردوسی سرود. به‌نظم کشیدن منظومهٔ یادشده ۸ سال به‌طول انجامید و در زمان زندگی حامی این منظومه به‌پایان نرسید؛ درنتیجه شهنشاه‌نامه اتفاقات ۲ سال پس از مرگ ابوسعید را نیز دربرمی‌گیرد. آگاهی‌های اندکی دربارهٔ زندگی احمد تبریزی وجود دارد. بنابر نوشتهٔ کاتب چلبی در کشف‌الظنون، وی نویسندهٔ کتابی با موضوع تاریخی به نام تاریخ‌النوادر بوده است. با به‌پایان رسیدن سرایش شهنشاه‌نامه، شاعر آن را به مسعودشاه اینجو تقدیم کرد.
شهنشاه‌نامه برخلاف همتای قدیمی‌ترش یعنی شهنامهٔ چنگیزی، شکل منظوم جامع‌التواریخ، یا سایر کتاب‌های تاریخی شناخته‌شدهٔ مربوط به دورهٔ ایلخانی نیست؛ ولی این احتمال وجود دارد که شکل منظوم همان کتاب ناشناختهٔ تاریخ‌النوادر باشد. از شهنشاه‌نامهٔ احمد تبریزی تنها یک نسخه شناخته‌شده که در کتابخانهٔ بریتانیا نگهداری می‌شود. این نسخه در ۱۴ رجب سال ۸۰۰ ه‍.ق توسط شخصی به نام محمد بن سعید بن سعدالحافظ القاری نسخه‌برداری‌شده است. هدف سلاطین ایلخانی از سفارش منظومه‌هایی با محوریت تاریخ مغول به‌سبک و شیوهٔ شاهنامه، مشروعیت‌بخشی به حکومتشان نزد ایرانیان بود.

## نام اثر
در تنها نسخهٔ شناخته‌شدهٔ شهنشاه‌نامه که همراه با سه منظومهٔ دیگر در یک مجموعه تهیه‌شده، در فهرست معرفی منظومه‌ها، از این کتاب با نام «چنگیزنامه» یاد شده است. این درحالی‌است که خود شاعر از کتابش با نام شهنشاه‌نامه یادکرده، و علت این نام‌گذاری را ثبت آن به نام شهنشاه (ابوسعید بهادرخان) عنوان کرده است:
| شهنشاه‌نامه نهم نام این |  | به نام شهنشاه روی زمین |

شهنشاه‌نامه (یا شاهنشاه‌نامه)، نام چندین منظومهٔ حماسی تقلیدی از شاهنامه، با مضامینی تاریخی و حتی دینی بوده است. نخستین‌بار ظاهراً یکی از شاعران دربار محمد خوارزمشاه با نام محمد پاییزی در اواخر سدهٔ ششم یا اوایل سدهٔ هفتم ه‍.ق، اقدام به‌نظم منظومه‌ای با چنین نامی دربارهٔ سرگذشت این سلطان خوارزمشاهی کرده که از آن منظومه امروزه اثری به‌جانمانده است.

## ویژگی‌ها

### ایران‌گرایی
ایران‌دوستی و دلبستگی به تاریخ و فرهنگ ایران در محتوای هر دو منظومهٔ شهنامهٔ چنگیزی و شهنشاه‌نامه دیده می‌شود. این دو کتاب مشخصاً کوشیده‌اند تا چنگیز خان و فرزندان و نوادگان او را دارندهٔ فرّهٔ ایزدی و هماهنگ با ایده‌آل‌های پادشاهی در اندیشهٔ ایرانی نشان دهند. موضوعی که با مقایسهٔ آن‌ها با فرمانروایان و پهلوانان ایرانی شاهنامه پررنگ‌تر می‌شود و درمورد فرمانروایان ایلخانی، این شامل تأکید بر نقش آنان در پاسداری از مرزهای ایران نیز می‌شود. رویکرد ایران‌گرایانه در شهنشاه‌نامه بیشتر از شهنامهٔ چنگیزی بروز داشته و در مقابل گرایش کمتری نسبت به هویت مغولی در آن وجود دارد که به بی‌علاقگی یا حتی بیزاری پنهانی شاعر از زمامداران مغول تعبیر شده است. در شهنشاه‌نامه ۵۴ بار نام‌های «ایران» و «ایران‌زمین» به‌کاررفته است. تبریزی، گاهی خشونت‌ها و خون‌ریزی‌های چنگیز خان و فرزندان او را غیرمستقیم و در لفافه مورد انتقاد قرار داده و با قربانیان آن اعمال، به‌ویژه ایرانیان ابراز همدردی می‌کند. شاعر همچنین چندبار در منظومه‌اش شهر تبریز را ستوده است.
- انتقاد غیرمستقیم از بی‌رحمی‌های چنگیز خان و در ادامه مدح او با استفاده از مقایسه با پادشاهان شاهنامه:[۶]

| همه آب شمشیرش از زهر ناب  |  | جهان کرده ویران چو آتش چو آب |
| چو سالار خسرو ز مادر نزاد |  | مگو از کیومرث وز کیقباد      |
| برو یاد ضحاک تازی مکن     |  | مگو از فریدون و بازی مکن     |

- توصیف ایران از زبان منگو قاآن، هنگام مأموریت دادن به هولاکو خان جهت لشکرکشی به این کشور:[۱]

| تو ای شاه شیران به ایران برو  |  | دلیرانه سوی دلیران برو      |
| تو را سرفرازی است و نیروی دست |  | اگر زور اگر دل اگر زهره هست |
| تو را می‌دهم پاک ایران‌زمین     |  | بهشت بَرین راست ایران‌زمین    |

- ابراز اندوه از کشتار مردم خوارزم به‌دست مغولان:[۶]

| ز شمشیر غلتید خورشید پاک    |  | تن نازپرورد در خون و خاک      |
| دل سنگ بر کوه و هامون گریست |  | زمین ناله کرد آسمان خون گریست |
| به گردون برآمد سر ماه و هور |  | ز زخم دم تیغ و سم ستور        |
| ندیده است روی کسی روزگار    |  | نه رستم بماند و نه اسفندیار   |

- ستودن شهر تبریز توسط شاعر:[۷]

| خنک آنک تبریز جایش بود |  | گرفتم که گلخن سرایش بود      |
| درو جای مردان والاسرشت |  | بهشت است و بهتر بدان از بهشت |

در شهنشاه‌نامه همچنین ابیات بسیاری به شرح سرگذشت جلال‌الدین منکبرنی، واپسین سلطان خوارزمشاهی و روایت جنگ‌های او با سپاه مغول اختصاص داده‌شده است. تبریزی در هنگام معرفی جلال‌الدین، او را چنین وصف می‌کند:
| دلیری که چون او دلاور نبود |  | نریمان نباشد سکندر نبود    |
| فریدون فروغی تهمتن‌تنی      |  | جهان پهلوانی سترگ‌افکنی     |
| همه شیر نر گشته مستان او   |  | چو رستم همه زیردستان او    |
| به بازو خداوند برنا و زال  |  | همه فرّ و فرهنگ و نامش جلال |
| نبردی اگر هست پیکار اوست   |  | شهنشاه‌نامه پر از کار اوست  |

### سره‌نویسی
شهنشاه‌نامه یک نمونهٔ برجستهٔ سره‌نویسی در تاریخ ادبیات فارسی به‌حساب می‌آید. شاعر آگاهانه از ذکر بسیاری از واژگان معمول و رایج که ریشهٔ عربی، ترکی و مغولی داشته‌اند خودداری کرده و این مسئله را با صراحت در شعرش نیز ذکر می‌کند:
| اگر پاک‌یزدان کند یاوری    |  | نگویم به‌جز پارسی و دری      |
| همه پارسی، این نگفته‌ست کس |  | اگر سخته‌ای هست این است و بس |
| اگر تیغ‌دستان سپر افگند    |  | در این راه سیمرغ پر افگند   |
| چو گفتی به‌سر بر اگر می‌بری |  | تو را هرچه باید همه دُر دری  |

همچنین عنوان می‌کند که تنها نام‌های خاص عربی را آورده است:
| یکی نیست جز نام تازی در او |  | نگه چون کند کس به بازی در او؟ |

بااین‌حال شهنشاه‌نامه برخلاف گفتهٔ شاعرش شامل شمار اندکی واژهٔ غیر نام با ریشهٔ عربی، ترکی و مغولی نیز می‌شود. کاربرد این واژگان می‌تواند ناشی از عدم آگاهی شاعر از منشأ غیر فارسی آن‌ها، کوشش برای حفظ وزانت شعر، یا نبود برابر فارسی متناسب بوده باشد. در شهنشاه‌نامه همچنین اصطلاحات کهن فارسی بسیاری، مانند رِندآوری (صفت برای خوب جنگیدن)، غَرَنگ (غرش و خرخر)، بَلارَک (نوعی از فولاد) و گُریغ (فرار یا چاره) به‌کاررفته است.
| منظومهسراینده           | تصحیح                       | شمار ابیات | واژگان عربیبدون تکرار | درصد واژگان عربیبدون تکرار | واژگان عربیبا تکرار | درصد واژگان عربیبا تکرار |
| ----------------------- | --------------------------- | ---------- | --------------------- | -------------------------- | ------------------- | ------------------------ |
| شاهنامهابوالقاسم فردوسی | خالقی مطلق(پیرایش نخست)     | ۴۹٬۵۳۷     | ۵۰۰                   | ۱                          | ۸٬۹۳۸               | ۱۷٫۸                     |
| شهنشاه‌نامهاحمد تبریزی   | گوهری کاخکی و راشکی علی‌آباد | ۱۶٬۴۱۹     | ۲۳                    | ۰٫۱۴                       | ۸۹                  | ۰٫۵۴                     |

با درنظرگرفتن تکرارها، واژگان عربی مجموعاً ۰٫۵۴ درصد از واژگان شهنشاه‌نامه را تشکیل می‌دهند، درحالی‌که این درصد همراه با تکرار در شاهنامه به ۱۷٫۸ درصد می‌رسد. برخی واژگان عربی معمول در شاهنامه مانند شمع، قصر، عاشق، غم و مجلس در تمام شهنشاه‌نامه دیده نمی‌شود. علت این سره‌نویسی در شهنشاه‌نامه را برخی تلاش احمد تبریزی برای رقابت با فردوسی یا کوشش او برای پاسداری از زبان فارسی در برابر واژگان بیگانه تعبیر کرده‌اند. طبق سرودهٔ خود شاعر، انگیزه‌اش ماندگاری نامش در تاریخ بوده است:
| ز اندیشه فرسوده شد جان و تن |  | که باشد که نامی بماند ز من |

## اهمیت
شهنشاه‌نامهٔ احمد تبریزی اثری محسوب می‌شود که هم در ساختار و هم در شیوهٔ بیان مطالب بسیار متأثر از شاهنامهٔ فردوسی است، اما از لحاظ وزانت شعر، در رقابت با فردوسی موفق نبوده است. ادوارد براون، شهنشاه‌نامه را چنین ارزیابی کرده که «از نظر تاریخی و شعر حاوی امتیاز ویژه‌ای نیست؛ ولی اگر با دقت مورد مطالعه قرار گیرد، اطلاعات مفیدی دربارهٔ تاریخ عهد ایلخانی به‌دست خواهد آمد.» این اثر می‌تواند یک منبع دست اول برای پژوهش دربارهٔ سال‌های پایانی فرمانروایی ابوسعید و وقایع پس از مرگش باشد. شهنشاه‌نامه یک نمونهٔ برجسته و ممتاز از نگارش به فارسی سره به‌حساب می‌آید.